# Suoniemi (Finlande)
Suoniemi est une ancienne municipalité du Pirkanmaa en Finlande,.

## Histoire
Suoniemi est une paroisse de Karkku à partir de 1670. 
La municipalité a été fondée en 1868.
En 1973, Suoniemi devient un quartier de  Nokia. 
Au 1er janvier 1972, la superficie de Suoniemi était de 88,9 km2.
Et au 31 décembre 1972 elle comptait 1 544 habitants.